# وليم الخازن
وِليَم دياب الخازِن (25 أغسطس 1933 - 8 يوليو 2020) كاتب قصصي وأكاديمي وناقد أدبي لبناني. ولد في بلدة رشميا من قرى قضاء عاليه تلقى علومه الابتدائية والمتوسطة والثانوية في مدرسة الحكمة ببيروت 1940-53.. ثم دخل معهد المعلمين العالي بالجامعة اللبنانية سنة 1954 وتخرج سنة 1958. تابع دراسته بجامعة القديس يوسف سنة 1967 وأتم دكتوراه دولة في اللغة والآداب العربية سنة 1977. عمل أستاذًا في التعليم الثانوي الرسمي والخاص وفي دار المعلمين بجونية 1959-65، ثم مفتّش تربوي في التفتيش المركزي 1965-81، وأستاذ متقاعد في الجامعة اللبنانية 1965-1981. له مؤلفات قصصية ودراسات تاريخية وأدبية، وأبحاث نشرت في الصحف والمجلات، وخصوصًا مجلة الحكم. اشترك في مهرجانات وندوات أدبية في لبنان وخارجها حتى تقاعد سنة 1981. توفي وسط غياب الإعلام الرسمي خلال جائحة فيروس كورونا في لبنان.

## سيرته

### ولادته ونشأته
ولد وليم دياب إبراهيم الخازن يوم 25 أغسطس (آب) 1933 في بلدة رشميا من قرى قضاء عاليه في محافظة جبل لبنان. والده دياب الخازن (1892- 1985) كبير إخوته، هاجر مع والده إلى فنزويلا أواخر القرن التاسع عشر، وعمل هناك في تجارة الأقمشة ثم في مجال المجوهرات، خصوصًا في استخراج اللؤلؤ من المحيط. عاد بعد الحرب العالمية الأولى إلى لبنان وتزوج إيزابيل حبيقة، ثم رجع إلى عمله في المهجر، ثم عاد نهائيًا إلى وطنه حوالي 1928. اشترى عقارًا في رشميا، وبني عليه حارة قرميد واسعة، وأنشأ في الطبقة السفلى معصرة لزيت الزيتون، وأكتفى بعمله الموسمي في المعصرة، ولم يتوّل عملًا آخر. وكان ذلك أثره في تكوين شخصية ولده وليم إذ أجبر بعد وفاة شقيقه الكبير ليونار في 1958، على أن يتهم إلى جانب والده ثم وحده بتدبير شؤون أسرة بكاملها، وهم ثمانية أشخاص.

صرّح وليم دياب عن نشأته بأنه نشأ هزيل الجسم، شديد التأثر، ثم تقوية نفسه بممارسة الرياضة، ميّالًا إلى التأمل والعزلة. وكان لوالده فضل كبير في تعليمه بمدرسة كبيرة وهي مدرسة الحكمة ببيروت. وكان يعد نفسه لتخصّص في الطب، ولكن الأوضاع العائلية‌أجبرته على تغيير فرعه الدراسي، فاشترك في مبارات لوظيفة مراقب في الجمارك، ومباراة للمدرسة الحربية، ومباراة لدخول معهد المعلمين العالي، فنجح فيها، وحظيّ شهريًّا بمبلغ مئة ليرة لبنانية طوال أربعة أعوال نال على أثرها الإجازة التعليمية في اللغة العربية وآدابها سنة 1957، ثم شهادة الكفاءة للتعليم الثانوي سنة 1958.

### تعليمه
تتلمذ بصورة خاصة في مدرسة الحكمة على أساتذة كبار، منهم: حسيب عبد الساتر، وعبدة الشالي، وبطرس البستاني الذي تولّى تدريسه سنتين متتالين في معهد المعلّمين العالي أيضًا. وفي المعهد المعلمين العالي بالجامعة اللبنانية، أفاد في التوجيه المنهجي من جبور عبد النور، وفي ثقافته الأدبية من بطرس البستاني وفؤاد أفرام البستاني. أشرف بطرس البستاني على رسالته الأولى بعنوان «أثر ولادة في حياة ابن زيدون وأدبه». ورافقه فيها سنة مدرسيّة كاملة، واستقبله في منزله حيث كان يبحث ويؤلف، وجهًا لوجه، أحيانًا بحضور شقيقه كرم البستاني. وفي عام 1961 نشر رساله في دار مكتبة الحياة، ولاقت رواجًا،‌ خاصة في المغرب العربي.

وكان لجبور عبد النور من بعد بطرس البستاني، فضل كبير في توجيهه إلى صياغة بحث وبإشرافه في جامعة القديس يوسف نال شهادة الدكتوراه. وبعد عمل طويل قريبًا من عشر سنوات 1967-1977 ناقش أطروحته بعنوان «معالم الوطنية في الشعر اللبناني الحديث»، فنال شهادة دكتوراه دولة بقدير شرف أوّل، وصنّفه الجامعة اللبنانية من الفئة الأولى سنة 1981.

### مهنته الأكاديمية
وخلال تحصيله في معهد المعلمين العالي، مارس التدريس في المدرسة العلمانية الفرنسية. وبعد تخرّجه عيّن برتبة أستاذ في ثانوية صيدا الرسمية. وبعد سنتين تقريبًا نقل إلى ثانوية البنات الجديدة في بيروت، فإلى ثانوية فرن الشباك الرسمية للصبيان. وفي الوقت نفسه، علّم في مدرسة الإخوة المريميّين ودار المعلّمين في جونيه، وعمل مقدمًا لبرامج في الإذاعة اللبنانية وهيئة الإذاعة البريطانية، من تمثيليات وقصص وأحاديث أدبيّة.

وفي عام 1965، نجح في مبارات لوطيفة مفتّش تربوي في التفتيش المركزي، وقد سعى إلى هذه الوظيفة لأنّها توفّر إلى الوقت اللازم لمتابعة تحصيله الجامعي، حيث الوظائف الإدارية كانت لا تنسجم مع حياته الثقافية الأدبية. وسهل له وظيفته الجديدة دخول الجامعة اللبنانية بصفة أستاذ متقاعد، وعمل في في كليتي التربية والآداب والعلوم الإنسانية فيها. وفي عام 1979 طبع أطروحته بعنوان «الشعر والوطنية في لبنان والبلاد العربية».

### مسيرته الأدبية
كتب القصة القصيرة والرواية والبحث والنقد الأدبي، واشترك في كثير من الندوات الأدبية حتى 1984، ونشر مجموعة كبيرة من الأبحاث والمقالات النقدية في مختلف الصحف والمجلات. 

كان حصيله عمله الإذاعي نشر كتاب بعنوان «كتب وأدباء» سنة 1970، كانت نواته مقابلات إذاعية شارك فيها الصحافي نبيه إليان، وكان البرنامج بعنوان «كاتب وأديب» في الإذاعة اللبنانية، يعد الكتاب جديد في منهجه وأسلوبه في أيام نشره، وفيه اتصالاً مباشراً بتسعة وثلاثين أديباً لبنانياً وعربياً، واطلاع على نتاجهم، ومذاهبهم، وآرائهم، بأسلوب موضوعي دقيق.
 وفي هذه الأثناء، طبع أول روايته «شبكة المصير» في 1964، بتشجيع الروائي فؤاد كنعان. وفي عام 1979 أصدر مجموعته القصصية نشرتها في مجلات مختلفة قبلها بعنوان «الولادة الجديدة وقصص أخرى». وبعد هذه المجموعة، نشر قصصًا كثيرة في مجلة «الأسبوع العربي»، والمجلة «التربويّة»، وجريدة «الأنوار». ثم نشر روايته «الزجاج المكسور» (1985) وقد اشتهر بقصته «إنسان وحصان وتراب» (1987) المتأثرة بتدهور الزارعة. ثم مجموعته «صيحة الغاب» (1989) و«الشنشار» (1992) وهي مجموعة قصصية في مختلف الأزمنة والأمكنة، والشنشار هي أرجوحة النوم. ثم «هي الحياة...ولكن ؟ قصص وأخبار» سنة 1995، وأخيرًا «من كل واد: قصص من الحياة»، سنة 2003.

## حياته الشخصية
بسبب عمله الدائب تأخّر بالزواج، إذ تزوّج زواجًا موفّقًا صيف 1974 بعد محاولات كثيرة فاشلة. فتزوج مرسيل عيد، أستاذة ثانوية متخصصة بالكيمياء في كلية التربية بالجامعة اللبنانية، وأنجبت له رمزي وفادي.

وخلال الحرب الأهلية اللبنانية، سرقت مكتبه وبيته عام 1976 بببيروت، وفي رشميا عام 1983.

## وفاته
يبدو أنه توفي يوم 8 يوليو 2020. [بحاجة لمصدر أفضل] إذ لا توجد تغطية اعلامية لخبر وفاته. حملت مشلين منصور بعض صور جنازته الأربعين على فيسبوك في 18 يوليو ( تموز) 2020. 

## مؤلفاته
- «ابن زيدون، أثر ولادة في حياته وأدبه»، 1961
- «كتب وأدباء»، مجموعة دراسات عن 39 كاتبًا، 1970
- «ابن زيدون في مقاييس الشعر العربي الحديث»، 1975
- «الشعر والوطنية في لبنان والبلاد العربية من مطلع النهضة إلى عام 1939»، أطروحه للدكتوراه، 1979 و1984
- «الحضارة العباسية»، 1984
- «الحضارة اللبنانية زمن الدولة العباسية»، 1984
- «الأخطل الصغير الانسان والناثر»، 1986
- «تباشير النهضة الأدبية»، 1993
- «كوامن الإبداع في شعر جورج غريب: كلمات من عند الله»، 1995
- «الأدب النسائي العربي»، 2008 (ردمك 9789953875085)

من قصصه:
- «شبكة المصير»، رواية، 1964
- «الولادة الجديدة وقصص أخرى»، 12 قصة قصيرة، 1979
- «الزجاج المكسور»، رواية، 1985
- «ضيعة الله»، رواية قصيرة، 1986
- «إنسان وحصان وتراب»، قصص قصيرة، 1987
- «صيحة الغاب»، قصص قصيرة، 1989
- «الشنشار»، 1992 (ردمك 9953913234)
- «هي الحياة...ولكن ؟ : قصص وأخبار» 1995
- «وهل تصدق الأحلام ؟ : قصص من الحياة»، 2003
- «من كل واد : قصص من الحياة»، 2003

ومن مؤلفات حوله:
- «الدكتور وليم الخازن في محترف القصة»، جورج غريب، 2003

## وصلات خارجية
- في موقع الأرشيف المجلات